# Грантсборо (Північна Кароліна)
Грантсборо (англ. Grantsboro) — місто (англ. town) в США, в окрузі Памліко штату Північна Кароліна. Населення — 692 особи (2020).

## Географія
Грантсборо розташоване за координатами 35°8′42″ пн. ш. 76°50′41″ зх. д. / 35.14500° пн. ш. 76.84472° зх. д. (35.144868, -76.844682).  За даними Бюро перепису населення США в 2010 році місто мало площу 9,98 км², уся площа — суходіл.

## Демографія
Згідно з переписом 2010 року, у місті мешкало 688 осіб у 278 домогосподарствах у складі 188 родин. Густота населення становила 69 осіб/км².  Було 323 помешкання (32/км²).
Расовий склад населення:
| - 82,4 % — білих - 10,2 % — чорних або афроамериканців - 0,7 % — корінних американців - 0,6 % — азіатів - 4,4 % — осіб інших рас |

До двох чи більше рас належало 1,7 %. Частка іспаномовних становила 5,7 % від усіх жителів.
За віковим діапазоном населення розподілялося таким чином: 22,8 % — особи молодші 18 років, 62,4 % — особи у віці 18—64 років, 14,8 % — особи у віці 65 років та старші. Медіана віку мешканця становила 42,4 року. На 100 осіб жіночої статі у місті припадало 109,8 чоловіків;  на 100 жінок у віці від 18 років та старших — 105,8 чоловіків також старших 18 років.
Середній дохід на одне домашнє господарство  становив 49 006 доларів США (медіана — 34 821), а середній дохід на одну сім'ю — 56 421 долар (медіана — 45 625). Медіана доходів становила 32 243 долари для чоловіків та 25 682 долари для жінок. За межею бідності перебувало 29,4 % осіб, у тому числі 33,5 % дітей у віці до 18 років та 6,6 % осіб у віці 65 років та старших.
Цивільне працевлаштоване населення становило 344 особи. Основні галузі зайнятості: освіта, охорона здоров'я та соціальна допомога — 31,7 %, будівництво — 14,8 %, виробництво — 8,7 %, мистецтво, розваги та відпочинок — 7,8 %.